# Wołowiec (gromada)
Wołowiec – dawna gromada, czyli najmniejsza jednostka podziału terytorialnego Polskiej Rzeczypospolitej Ludowej w latach 1954–1972.
Gromady, z gromadzkimi radami narodowymi (GRN) jako organami władzy najniższego stopnia na wsi, funkcjonowały od reformy reorganizującej administrację wiejską przeprowadzonej jesienią 1954 do momentu ich zniesienia z dniem 1 stycznia 1973, tym samym wypierając organizację gminną w latach 1954–1972.
Gromadę Wołowiec z siedzibą GRN w Wołowcu utworzono – jako jedną z 8759 gromad na obszarze Polski – w powiecie nowogardzkim w woj. szczecińskim na mocy uchwały nr V/48/54 WRN w Szczecinie z dnia 5 października 1954. W skład jednostki weszły obszary dotychczasowych gromad Boguszyce, Orzechowo, Orzesze, Struga, Szczytniki i Wołowiec ze zniesionej gminy Wołowiec oraz obszar dotychczasowej gromady Glicko ze zniesionej gminy Dąbrowa Nowogardzka w tymże powiecie. Dla gromady ustalono 10 członków gromadzkiej rady narodowej.
1 stycznia 1962 do gromady Wołowiec włączono miejscowości Miętno i Otręby ze zniesionej gromady Karsk w tymże powiecie.
1 stycznia 1972 do gromady Wołowiec włączono tereny o powierzchni 322,03 ha (wraz z miejscowościami Zbyszewice i Drzysław) z miasta Nowogardu w tymże powiecie, po czym gromadę Wołowiec zniesiono, a jej obszar włączono do gromad: Błotno (miejscowości Glicko, Szczytniki, Wierzchy i Zagórz), Żabowo (miejscowości Boguszyce, Kościesze, Lestkówko, Orzesze, Struga, Wołowiec i Zatocze) i nowo utworzonej Nowogard (miejscowości Drzysław, Miętno, Orzechowo, Otręby i Zbyszewice) w tymże powiecie.